# Matyáš
Matyáš este o arie protejată (arie specială de conservare — SAC, sit de importanță comunitară — SCI) din Republica Cehă întinsă pe o suprafață de 70,88 ha, integral pe uscat.

## Localizare
Centrul sitului Matyáš este situat la coordonatele 50°12′09″N 12°37′45″E / 50.2025°N 12.629167°E.

## Înființare
Situl Matyáš a fost declarat sit de importanță comunitară în aprilie 2005 pentru a proteja 1 specie de animale. Situl a fost protejat și ca arie specială de conservare în septembrie 2017.

## Biodiversitate
Situată în ecoregiunea continentală, aria protejată nu include niciun habitat protejat.
La baza desemnării sitului se află o specie protejată de  amfibieni: triton cu creastă (Triturus cristatus).